# Liga Leumit 1973-1974 (pallacanestro)
La Liga Leumit 1973-1974 è stata la 20ª edizione del massimo campionato israeliano di pallacanestro maschile. La vittoria finale è stata ad appannaggio del Maccabi Tel Aviv.
L'inizio del campionato fu posticipato a causa della guerra dello Yom Kippur.

## Regular season
|  |     | Squadra                 | G  | V  | P  | PF   | PS   | PF/PS | Pt |
|  | --- | ----------------------- | -- | -- | -- | ---- | ---- | ----- | -- |
|  | 1.  | Maccabi Tel Aviv        | 22 | 22 | 0  | 2215 | 1639 | +576  | 44 |
|  | 2.  | Maccabi Ramat Gan       | 22 | 17 | 5  | 1988 | 1762 | +226  | 39 |
|  | 3.  | Hapoel Gvat/Yagur       | 22 | 16 | 6  | 1733 | 1571 | +162  | 38 |
|  | 4.  | Hapoel Ramat Gan        | 22 | 15 | 7  | 1743 | 1612 | +131  | 37 |
|  | 5.  | Hapoel Tel Aviv         | 22 | 14 | 8  | 1996 | 1828 | +168  | 36 |
|  | 6.  | Beitar Gerusalemme      | 22 | 12 | 10 | 1737 | 1796 | -59   | 34 |
|  | 7.  | Hapoel Haifa            | 22 | 10 | 12 | 1700 | 1741 | -41   | 32 |
|  | 8.  | H. Giv'at Brenner/Na'an | 22 | 10 | 12 | 1647 | 1827 | -180  | 32 |
|  | 9.  | Hapoel Megiddo          | 22 | 5  | 17 | 1731 | 1823 | -92   | 27 |
|  | 10. | Hapoel Gerusalemme      | 22 | 5  | 17 | 1656 | 1974 | -318  | 27 |
|  | 11. | Hapoel Nir David        | 22 | 3  | 19 | 1598 | 1851 | -253  | 25 |
|  | 12. | Hapoel Kiryat Haim      | 22 | 3  | 19 | 1609 | 1929 | -320  | 25 |

## Squadra vincitrice
|    | Naz.                                        | Ruolo | Sportivo        | Anno | Alt. |  |  |
| -- | ------------------------------------------- | ----- | --------------- | ---- | ---- |  |  |
| 4  | Israele (bandiera)                          | G     | Eli Koren       | 1950 | 190  |  |  |
| 5  | Israele (bandiera)                          | AG    | Josef Leja      | 1948 | 205  |  |  |
| 6  | Stati Uniti (bandiera) · Israele (bandiera) | G     | Tal Brody       | 1943 | 186  |  |  |
| 7  | Israele (bandiera)                          | P     | Motti Aroesti   | 1954 | 187  |  |  |
| 8  | Israele (bandiera)                          | AP    | Shamuel Avishar | 1947 | 192  |  |  |
| 9  | Israele (bandiera)                          | G     | Miki Berkovich  | 1954 | 192  |  |  |
| 10 | Israele (bandiera)                          | P     | Haim Starkman   | 1944 | 178  |  |  |
| 11 | Israele (bandiera)                          | A     | Mike Schwartz   | 1949 | 194  |  |  |
| 12 | Stati Uniti (bandiera)                      | C     | Eric Minkin     | 1950 | 202  |  |  |
| 13 | Israele (bandiera)                          |       | Albert Hemmo    | 1934 |      |  |  |
| 14 | Israele (bandiera)                          | C     | Gabi Neumark    | 1946 | 198  |  |  |
| 15 | Israele (bandiera)                          | C     | Dani Shaby      |      | 205  |  |  |
|    | Israele (bandiera)                          | ALL   | Yehoshua Rozin  |      |      |  |  |